# Гусев, Игорь Алексеевич
Игорь Алексеевич Гусев (1 ноября 1975) — российский футболист, выступавший на позиции вратаря; тренер. Играл в высшем дивизионе Казахстана, первом и втором дивизионах России.

## Биография

### Клубная карьера
Воспитанник московской Футбольной школы молодёжи. В 1991 году был заявлен за старшую команду ФШМ, выступавшую под названием «Звезда», но на поле в официальных матчах не выходил.
С 1992 года выступал за дублирующий состав московского «Динамо», также играл за фарм-команду, которая выступала в третьей лиге одновременно с дублем бело-голубых. Всего за резервные команды динамовцев сыграл более 80 матчей. В 1997 году перешёл в раменский «Сатурн», в своём первом сезоне сыграл семь матчей в первом дивизионе, но затем потерял место в команде и выступал только за дубль. С 2000 года с перерывами играл за нижнекамский «Нефтехимик».
В 2003 году перешёл в казахстанский «Женис». Дебютный матч в высшей лиге Казахстана сыграл 20 мая 2003 года против «Елимая». Всего за сезон принял участие в 20 матчах чемпионата, одной игре Кубка Казахстана и двух матчах Кубка УЕФА. По итогам сезона стал вместе с командой бронзовым призёром чемпионата страны.
Вернувшись в Россию, отыграл ещё один сезон в первом дивизионе за «Нефтехимик», затем выступал за клубы второго дивизиона. В конце карьеры играл на любительском уровне за «Олимп», представлявший Железнодорожный и Фрязино, и параллельно работал тренером и администратором клуба «Нара-ШБФР». В возрасте 37 лет завершил спортивную карьеру.

### Карьера в сборной
В 1994 году провёл три матча в финальном турнире юношеского (до 18 лет) чемпионата мира в составе сборной России, стал бронзовым призёром. В 1995 году принимал участие в финальном турнире молодёжного чемпионата мира в составе сборной России (до 19 лет).

### Тренерская карьера
Входил в тренерский штаб клуба второго дивизиона Нара-ШБФР. С 2019 по 2023 годы работал тренером вратарей в женском ЦСКА. В июне 2021 года в одном матче исполнял обязанности главного тренера после отставки Максима Зиновьева. В сентябре 2021 года снова на короткое время стал исполняющим обязанности главного тренера после отставки Сергея Лаврентьева, но в этот период команда не проводила матчей. В феврале 2023 года покинул ЖФК ЦСКА.